# Le Cheval vertueux
 (août 2025).
Pour plus de détails, voir Fiche technique et Distribution.
Le Cheval vertueux est un western camarguais français réalisé par Jean Durand et sorti en 1912.

## Fiche technique
- Réalisation : Jean Durand
- Société de production : Société des Établissements L. Gaumont
- Pays : France
- Format : Noir et blanc — 35 mm — 1,33:1 — film muet
- Métrage : 104 m
- Genre : Western
- Date de sortie : 
  - France : 1912

## Distribution
- Joë Hamman
- Ernest Bourbon
- Gaston Modot